# Vít Zvánovec
Vít Zvánovec ps. Guy Peters (ur. 14 kwietnia 1974 w Czeskiej Lipie) – czeski prawnik, aktywista i bloger. Uznawany za „ojca założyciela” czeskiej Wikipedii (założycielem i pierwszym administratorem był Miroslav Malovec, ur. 1953).

## Życiorys
Absolwent prawa (1997) i stosunków międzynarodowych (1998) na Uniwersytecie Karola w Pradze.
Na początku 2004 zaangażował się w tworzenie czeskiej wersji językowej Wikipedii. W następnych latach popadł w konflikt z częścią wikipedystów, która była przeciwna stosowaniu archaicznej formy ortografii czeskiej przy tworzeniu Wikipedii.